# み・こ・こ・ん -巫女婚-
『み・こ・こ・ん -巫女婚-』（みここん）はStudio e.go!から2006年10月27日に発売された18禁美少女ゲームである。
学園恋愛AVGとして、選択肢を選んで進んでいくゲームである。

## ストーリー
「巫女部」という変わった部活に所属する主人公。ある日、拾った稲荷像をなでてみると、狐の耳と尻尾の生えた女の子が現れた。彼女は「巫女神」のミサキと名乗った。

## 登場人物
ミサキ（みさき）
声：木村あやか
主人公たちの前に突然現れた記憶喪失の上、迷子の巫女神で唯一自分の名前と巫女神だという事だけ知っている。まどかの提案により主人公の親戚としてクラスに編入させるがサイズがなく、藍と同じ第一学部の制服を着せられている。尻尾と獣耳を持つが自由に隠せる。徐々に弱っていくのを防ぐため巫女部はある儀式を行うことになる。
春日 朱美（かすが あけみ）
声：まりもりん
主人公の1歳年上の幼馴染。隣同士に住んでおり両親共々家族ぐるみの付き合いで、生活習慣も似ている。毎日のようにアタックしているが当の主人公は大和撫子的な方が好みのため、弓道部部長・生徒会会長をしながら主人公好みの女性の追及のため巫女部を立ち上げ、主人公も半ば強引に入部させられ副部長をやらされる。料理の腕はあるのだが主人公に対して作る時は、愛情を込めすぎるためいつも失敗してしまう。初回プレイでは攻略不可。
高千穂 五十鈴（たかちほ いすず）
声：森藍子
主人公のクラスメートで少々ドジなメガネっ娘。主人公の事は副部長さんと呼んでいる。家は仏具メーカーらしくかなり裕福な家庭だが、母親は娘が神道に進むことを商売上の観点からよく思っていない。
出海 藍（いずみ あい）
声：西野みく
第一学部所属で不思議な感じがするといううわさを聞きつけ巫女部に勧誘される。口数は少なく感情もあまり出さないが、自分に課した使命の猫魂（ねこたま）の儀式を没落してしまった一族に代わって遂行しようという強い意志がある。
竹野 まどか（たけの まどか）
声：海原エレナ
主人公のクラス担任。以前は美人だがぱっとしない性格だったが巫女部が立ち上がった頃に、急に女性的な魅力を出すようになり顧問にも立候補する。実家は神社で巫女として働くこともあり、ミサキに対してもなにかを知っている様子。
小林 尚樹（こばやし なおき）
声：空野太陽
本作の主人公。両親は長期旅行中で現在一人暮らしであり、隣家の春日家に衣食の面倒を見てもらっている。そのため朱美の甲斐甲斐しくも積極的なアプローチには恩義は感じているものの、積極的過ぎて若干引いており恋愛感情までには至っていない。
黒命婦（くろみょうぶ）
声：御園生メイ
主人公の前に藍の姿で突然現れる、尻尾獣耳で装束姿という出で立ちの存在。「主」と呼称する者の命により若干上から目線と古風な物言いで主人公達を陰から儀式に導く。
ナナカ（ななか）
声：木村あやか
主人公たちが行おうとする儀式の妨害をしてくる、ミサキにそっくりな正体不明の少女。
白梅
声：水野江麻

## 開発者
- 企画：リドルソフト
- 原画：山本和枝